# Alfabetul chirilic timpuriu
Alfabetul chirilic timpuriu este un sistem de scriere care a fost creat la sfârșitul secolului al IX -lea, și care se bazează pe alfabetul grec și pe alfabetul glagolitic. El a fost creat pentru populația slavă și ortodoxă din Europa.